# 許贊紅
許贊紅（英語：Hui Charn-hung，1970年12月25日—）生于中国河南，祖籍廣東潮州揭阳，香港輪椅擊劍運動員。

## 簡歷
1980年代，许赞红随父母移居香港，在21歲時經歷车祸，導致下半身瘫痪。
1996年，許加入了香港傷殘人士體育協會，並開始练习轮椅击剑，成为职业残疾人运动员至今。2000年，他代表中國香港參加悉尼殘奧會轮椅击剑比赛，奪得男子個人花劍B級金牌。四年後，他又代表中國香港參加雅典殘奧會轮椅击剑比赛，奪得男子個人花劍B級金牌和個人佩劍B級銀牌。
2008年，許贊紅第三度代表中國香港參加北京殘奧會轮椅击剑比赛，奪得男子個人佩劍B級銀牌。
殘奧會後，許贊紅决定要骑摩托车环游全中国，並以摄影紀錄他旅途的所見所聞；他其後把文章和相片以「红飞」名義发到天涯论坛，帖子题目名为《红游记》，深受網民關注。
2010年，代表中國香港出戰廣州亞殘運會轮椅击剑比赛，贏得一金一銀一銅的佳績。